# 圣坦曼尼堂区 (路易斯安那州)
聖坦曼尼堂區（英語：St. Tammany Parish）是位於美国路易斯安那州東部的一個堂區，東鄰密西西比州，東南臨墨西哥湾，西南為庞恰特雷恩湖，面積2,911平方公里。根據2020年美國人口普查，共有人口26萬4,570人。治所卡溫頓（Covington）。該堂區成立於1810年10月27日，名稱紀念因割讓土地予威廉·賓而被稱為殖民者「守護聖人」的特拉華人酋長坦曼尼。